# Two Evil Eyes
Two Evil Eyes (Originaltitel: Due occhi diabolici) ist ein italienischer und US-amerikanischer Horrorfilm von Dario Argento und George A. Romero aus dem Jahr 1990.
Der Film ist als Episodenfilm angelegt, dessen Episoden lose auf Kurzgeschichten von Edgar Allan Poe basieren. Romeros Segment orientiert sich an der Kurzgeschichte The Facts in the Case of M. Valdemar (Deutscher Titel: Die Tatsachen im Fall Waldemar) und Argentos auf The Black Cat (Deutscher Titel: Der schwarze Kater).

## Handlung
„The Facts in the Case of M. Valdemar“Ernest Valdemar liegt im Sterben. Seine junge Frau Jessica betrügt ihn mit seinem Arzt Robert Hoffman und versucht, mit dessen Hilfe das Vermögen des alten Mannes auf sie zu übertragen. Um dies zu erreichen, hypnotisiert Robert Ernest und lässt ihn unter Hypnose Anrufe bei seinem Anwalt tätigen. Eines Abends scheint es, als wäre Ernest gestorben. Da das Vermögen nur an Jessica überschrieben wird, wenn dieser noch lebt, verstecken sie und Robert die Leiche in einer Gefriertruhe. Kurz darauf beginnt Jessica, die Stimme ihres Gatten zu hören. Robert findet heraus, dass Ernest zwar tot ist, aber beim Sterben noch unter Hypnose stand. Nach einiger Zeit entkommt Ernest dank der Stimmen, die ihn nicht sterben lassen, seinem eisigen Grab. Jessica stirbt bei dem Versuch, Ernest endgültig zu eliminieren. Eines Nachts wird Robert von den Stimmen getötet.
„The Black Cat“Der Tatortfotograf Rod Usher arbeitet an einem Bildband mit dem Titel „Metropolitan Horrors“. Er kann seiner Arbeit jedoch nur eingeschränkt nachgehen, da er von der schwarzen Katze seiner Verlobten Annabel abgelenkt wird. Diese begegnet ihm sehr aggressiv und attackiert ihn ständig. Eines Tages, als er stark alkoholisiert ist, quält er die Katze, um Bilder für seinen Bildband zu machen und tötet sie dabei. Als Annabel den Bildband Rods in einer Bücherei entdeckt, erkennt sie die Wahrheit und fällt die Entscheidung, sich von Rod zu trennen. Als sie ausziehen will, wird sie von Rod überrascht und im Zuge des Streits von ihm getötet. Anschließend mauert er die Leiche im Haus ein. Um seinen Nachbarn vorzutäuschen, dass Annabel noch lebe, bastelt er eine Puppe, die ihr ähnlich ist und fährt mit dieser, damit die Nachbarn die Abreise mitbekommen, in den Urlaub. Nach der Rückkehr bekommt er aufgrund des Verschwindens von Annabel Besuch von Detective LeGrand, der den Verbleib Annabels hinterfragt. Im Zuge der Hausdurchsuchung fesselt LeGrand Rod mit Handschellen an sich und sein Gehilfe findet die eingemauerte Leiche Annabels. Rod tötet beide und erhängt sich selbst beim Versuch, die Fesseln zu lösen.

## Kritik
„Die Verlagerung beider Episoden in die Jetztzeit beraubt die routiniert inszenierte Gruselkost ihrer stimmungsvollen Atmosphäre.“

„[…] Da tun sich die beiden Genregrößen Romero und Argento mal wieder zusammen, und was kommt diesmal dabei heraus: ein inhaltlich mittelprächtiger, in seinen Gore-Szenen großartiger Film, der letztendlich eher enttäuscht als vom Hocker reißt. […]“

## Produktion
Tom Savini wurde für die Spezialeffekte engagiert und spielt in der Episode The Black Cat eine kurze Rolle als Serienmörder, in der er durch das Make-up Edgar Allan Poe ähnelt.
Die Indizierung des Films wurde im Dezember 2016 aufgehoben.

## Auszeichnungen
Der Film war 1993 für den Saturn Award in der Kategorie Best Genre Video Release nominiert.